# Infamous 2
Infamous 2 (estilizado como inFAMOUS 2) es un videojuego de acción y aventura hack & slash de mundo abierto desarrollado por Sucker Punch Productions y publicado por Sony Computer Entertainment para la PlayStation 3. La segunda entrega de la serie inFAMOUS, es la secuela del videojuego inFAMOUS de 2009.
La historia sigue al protagonista Cole MacGrath en su búsqueda en New Marais para crecer lo suficientemente poderoso como para poder enfrentar a su némesis, la Bestia. Cole pose superpoderes basados en electricidad que se utilizan en combate y navegación por la ciudad. El jugador tiene varias oportunidades para usar estos poderes para fines buenos o malos en el sistema de Karma del juego. El sistema de Karma afecta los poderes disponibles, la reacción de la población de la ciudad hacia Cole y la historia.
El desarrollo de inFAMOUS 2 comenzó inmediatamente después de que Sucker Punch terminará el primer inFAMOUS, liderado por el director del juego Nate Fox. La música del juego fue compuesta por James Dooley, Bryan Mantia, la banda Galactic y Jonathan Mayer. Tanto la música del juego como la ciudad ficticia se inspiraron en Nueva Orleans. Jason Cottle, el actor de voz original de Cole, fue reemplazado por Eric Ladin ya que Sucker Punch quería a alguien que pudiera realizar las reacciones físicas de Cole con captura de movimiento, una nueva adición a la serie.
El juego fue generalmente bien recibido por los medios de juego después de su lanzamiento. Los elogios se dirigieron particularmente a su diseño de ciudad, recorrido y gráficos, aunque fue criticado por su sistema Karma y cámara. Una expansión independiente titulada inFAMOUS: FESTIVAL OF BLOOD fue lanzada el 25 de octubre de 2011. inFAMOUS: Second Son, una secuela independiente para PlayStation 4, fue lanzada el 21 de marzo de 2014.

## Argumento
Después de haber derrotado a Kessler, saber el futuro del mundo, y haberse enfrentado a David Waren (eventos ocurridos en el cómic de inFAMOUS, cuyo resultado enlazara de alguna forma el juego con el cómic), una misteriosa agente de la NSA (Lucy Kuo) le envía una llamada, llegando poco después en un helicóptero, para darle unos documentos sobre artefactos no utilizados, correspondientes a la Esfera del Rayo, cuyo creador (Dr. Sebastián Wolfe) trabajó en este proyecto. Todo iba bien hasta que en el día de partir hacia New Marais "La Bestia" ataca la ciudad, sorprendiendo a Cole por su rápida llegada (esto, debido a que la línea del tiempo fue alterada). Cole, creyéndose capaz de derrotarla, pelea con ella y durante unos momentos de gloria, parece haberla derrotado, pero es brutalmente herido cuando La Bestia absorbe gran parte de sus poderes y en un intento de huir es lanzado al mar. Culpado por la destrucción de Empire City, considerado como el demonio de esta ciudad y derrotado por la Bestia, Cole huye a New Marais (donde fue creada la esfera del rayo) en busca del científico Dr. Sebastián Wolf para descubrir la clave para aumentar sus poderes y derrotar a "La Bestia". En el proceso tendrá que detener a una "conspiración pública" que trata de destruir a todos los "impuros" con superpoderes, llamados La Milicia, lidiar con mutantes y descubrir secretos de su otro pasado mientras aumenta sus poderes.

## Sistema de juego
El sistema del juego es muy similar al de Infamous, pero con algunas diferencias:

### Los poderes no son suficientes
En este juego los poderes no son suficientes: Cole contará con todos los poderes de la anterior entrega, poderes iónicos y poderes pertenecientes al karma. Pero aún no serán suficientes para completar la lista de poderes: El juego tendrá un sistema que le permite al usuario personalizar los poderes de Cole, así cada poder tendrá divisiones que podrán ser utilizadas por el usuario, como, por ejemplo: Las Granadas de Tensión se podrán utilizar como Granadas Adhesivas, Granadas Alfa (normales) o Granadas Divisibles.

#### Poderes Alfa
Estos son los poderes básicos de Cole. Los tendrá desde el principio del juego e irá ganando más a lo largo del juego. Estos poderes son de electricidad y cada uno tendrá divisiones, que podrán ser usadas individualmente por habilidad (solo se puede usar una división de poder a la vez).

#### Poderes iónicos
Estos poderes se obtendrán, en su mayoría, gracias a los núcleos explosivos. Los poderes Iónicos son los poderes más útiles y poderosos del juego y estos se dividen a la vez en iónicos y del karma. Los poderes conocidos hasta la fecha son:

##### Columna de hielo (lanzamiento Ionic)
Cole tendrá la habilidad, si la relación kármica es buena, de dar saltos verticales, producidos por cristales espontáneos de hielo. Aumentarán el alcance y velocidad de Cole en el escenario. También es ofensivo si estos se usan cerca de un civil, objeto o enemigo.
Ataque del Fénix (Fire Bird Strike)
Cole tendrá la habilidad, si la relación kármica es mala, de ir en línea recta de forma horizontal, producidos una explosión de fuego en forma de alas. Aumentarán el alcance y velocidad de Cole en el escenario. Terminará con una explosión de fuego que daña tanto a enemigos como a civiles.

##### Congelamiento Iónico (Ionic Freeze)
Perteneciente al karma bueno, Cole tendrá la habilidad de lanzar cristales de hielo en el suelo y congelar a los enemigos que encuentre. No afecta a los civiles.

##### Absorción Iónica (Ionic Drink)
Perteneciente al karma malo, Cole tendrá la habilidad de absorber la energía estática y neuronal de todos los enemigos encontrados en un área determinada, mientras estos son quemados vivos por una onda de calor extremo, afecta tanto a civiles como enemigos y mutantes.

##### Vórtice Iónico (Ionic Vórtex)
Cole tendrá la habilidad de producir un tornado cargado de energía eléctrica y a la vez, dependiendo del karma, acompañados de ráfagas de viento, de hielo o de fuego.

##### Tormenta Iónica (Ionic Storm)
Debido a que al principio del juego Cole perdió la mitad de sus poderes, se verá en la necesidad de volver a desarrollar el poder conocido como Tormenta eléctrica, su ataque más poderoso, en el que Cole tiene la habilidad de hacer rayos. La única diferencia de este poder con el de la anterior entrega, es que podremos mejorar la potencia de este.

##### Pulso cinético (Kinetic Pulse)
Aunque no es considerado un poder Iónico, se adquiere gracias al primer Núcleo Explosivo. Cole tendrá la habilidad de crear una onda electromagnética y telequinética que levantará todos los objetos del suelo, como automóviles, sillas o postes de luz, y los lanzara hacia un objetivo a velocidades descomunales que provocará una explosión eléctrica.

### El Amplificador (The Amp)
Esta nueva arma reemplazará a una espada eléctrica y cambiará el sistema de modo cuerpo a cuerpo. Esta arma fue creada por Zeke para ayudar a Cole y recuperar la confianza en él después de lo sucedido en el primer juego. Con esta arma, Cole puede concentrar su poder y hacer diferentes tipos de ataque. Cuando se consigue el modo carga, Cole deberá hacer un número de combos seguidos para poder liberar poderes de gran magnitud como los movimientos finales, que afectaran a una gran cantidad de enemigos dentro del área.

### Personajes
Cole MacGrath: El personaje principal. La Base del juego consiste en su aumento de poderes para usar el ICR y derrotar a La Bestia. Se siente responsable de la destrucción de Empire City.
Lucy Kuo: Antigua Agente de la NSA hasta que es capturada por Bertrand y convertida en una conductora con poderes de Hielo. A través del juego va comprendiendo que sus poderes son para ayudar a la humanidad.
Zeke Dunbar: El mejor amigo de Cole MacGrath desde el juego anterior, trata de recuperar la confianza de este después de traicionarlo para tratar de conseguir poderes. Al final del juego, después de que Cole active el ICR, Zeke empieza a narrar los acontecimientos posteriores. En el final Alternativo es asesinado por Cole.
Nix: Es una chica que Cole conoce mientras busca a Kuo. Le revela a Cole que obtuvo sus poderes debido a que la Esfera del Rayo absorbió a su familia mientras Bertrand trataba de conseguir poderes. A través del juego va desarrollando una atracción hacia Cole. Representa el Karma Negativo. Muere al final del juego, sacrificándose para derrotar momentáneamente a la Bestia, dando tiempo a Cole de activar el ICR. En el final alternativo es asesinada por Cole sin piedad.
John White/La Bestia: Antiguo Agente de la NSA y antagonista Principal. Apareció en el juego anterior, donde fue aparentemente asesinado. En esta entrega se presenta ante Cole para pedirle ayuda, afirmando que los conductores deben sobrevivir.
Joseph Bertrand: Antagonista Secundario y alcalde de New Marais. Tiene sometido al pueblo con La Milicia y eliminando a quien se entrometa en su camino.
Sebastián Wolfe: Amigo personal de Kuo. Ingeniero que inventó la Esfera del Rayo, los núcleos explosivos, los fragmentos y el ICR. Trabajó para Bertrand hasta que es secuestrado por este.
Laroche: Líder de la resistencia de rebeldes de New Marais.

## Curiosidades
- En las carteleras del cine de la ciudad de New Marais se encuentran parodias de nombres de juegos como Watch it Skank No Need For Speed, Call Of Duty, Uncharted, Assassin's need Love Too (varios nombres de juegos de Playstation 3 modificados) Además aparece hay low reach haciendo referencia a halo reach.
- Estas películas cambian si jugamos a su DLC, Festival of Blood.
- En la parte trasera de la mochila de Cole podremos ver el signo que Sly Cooper deja en sus robos.